# پتاسیم پرسولفات
پتاسیم پرسولفات (به انگلیسی: Potassium persulfate) با فرمول شیمیایی K۲S۲O۸ یک ترکیب شیمیایی با شناسه پاب‌کم ۲۴۴۱۲ است. که جرم مولی آن ۲۷۰٫۳۲۲ g/mol می‌باشد. شکل ظاهری این ترکیب، پودر سفید است.